# Un fils d'Amérique (film, 1932)
Pour les articles homonymes, voir Un fils d'Amérique.
Pour plus de détails, voir Fiche technique et Distribution.
Un fils d'Amérique est un  film français réalisé par Carmine Gallone, sorti en 1932.

## Fiche technique
- Titre : Un fils d'Amérique
- Réalisation : Carmine Gallone
- Scénario : Pierre-Gilles Veber et Serge Véber d'après la pièce de Marcel Gerbidon et Pierre Veber
- Photographie : Curt Courant et Gérard Perrin
- Musique : Georges Van Parys
- Production : Adolphe Osso
- Société de production et de distribution : Les Films Osso
- Pays d'origine :  France
- Format : Noir et blanc - 1,37:1 - Mono (Tobis-Klangfilm)
- Genre : Comédie dramatique
- Durée : 91 minutes
- Date de sortie : 1932 en France

## Distribution
- Albert Préjean : Pierre Berterin
- Annabella : Dorette
- Gaston Dubosc : M. Berterin
- Guy Sloux : Guy Dupont
- Jeanne Lory : Mme. Mouchin
- Simone Simon : Maryse
- Henri Kerny : Mouchin